# EA Sports FC Mobile
EA Sports FC Mobile (precedentemente FIFA Mobile) è un videogioco di simulazione di calcio sviluppato dalla EA Mobile e EA Canada e pubblicato da EA Sports per iOS e Android. È stato pubblicato in tutto il mondo l'11 ottobre 2016, per iOS, Android e Microsoft Windows.

## Modalità di gioco
Il giocatore crea una propria squadra, acquistando i giocatori (sia giocatori del presente che del passato) nel mercato o ottenendoli negli eventi. Tale squadra viene usata per tutte le partite del gioco eccetto nella modalità torneo e in alcune partite degli eventi live ove indicato.

### Division rivals
Le partite contro i giocatori reali sono dette Division Rivals e sono di 3 tipologie:
- Vs Attacco: si giocano solo le azioni salienti offensive
- Confronto: si gioca una partita completa tra le due squadre, nella quale il giocatore può controllare i movimenti e le azioni dei giocatori
- Allenatore: si gioca una partita completa come in "confronto" ma il giocatore non può direttamente controllare i giocatori ma solo decidere le tattiche da applicare.

### Eventi live
Nel corso della stagione del gioco si susseguono diversi eventi, i quali consistono in prove abilità e partite contro l'AI volte ad ottenere ricompense.

### Modalità torneo
È inoltre presente la modalità torneo, nella quale il giocatore tenta di vincere, utilizzando una delle squadre reali partecipanti, un torneo della vita reale, prima la UEFA Champions League 2023-2024 e poi il campionato europeo di calcio 2024.

## Sviluppo
Il gioco è stato sviluppato utilizzando il motore della console FIFA 08 utilizzato nei precedenti giochi FIFA Mobile, migliorando le facce dei vari giocatori per renderli più realistici.